# Rhizotrogus camerosensis
Rhizotrogus camerosensis är en skalbaggsart som beskrevs av Baguena 1955. Rhizotrogus camerosensis ingår i släktet Rhizotrogus och familjen Melolonthidae. Inga underarter finns listade i Catalogue of Life.